# HMS King George V (41)
HMS King George V (41) là chiếc dẫn đầu của lớp thiết giáp hạm King George V của năm 1939. Nó là chiếc tàu chiến thứ hai của Hải quân Hoàng gia Anh Quốc được đặt cái tên này để tôn vinh Vua George V của Anh. Nó từng tham gia đánh chìm thiết giáp hạm Đức Bismarck cùng nhiều hoạt động khác tại châu Âu và Thái Bình Dương trong Chiến tranh Thế giới thứ hai trước khi ngừng hoạt động vào năm 1949 và bị tháo dỡ vào năm 1957.

## Thiết kế và chế tạo
Tiếp nối truyền thống đặt tên chiếc tàu chiến lớn đầu tiên được chế tạo trong một triều đại mới theo tên của triều đại đó, nó được dự định đặt tên là King George VI theo tên Vua George VI. Tuy nhiên, nhà Vua đã chỉ thị cho Bộ Hải quân đặt cái tên nhằm tôn vinh cha của ngài, Vua George V. King George V được chế tạo bởi tại xưởng hải quân Walker của hãng Vickers-Armstrong ở Newcastle upon Tyne, được đặt lườn vào ngày 1 tháng 12 năm 1937, được hạ thủy vào ngày 21 tháng 2 năm 1939 và được đưa ra hoạt động vào ngày 11 tháng 12 năm 1940.

## Lịch sử hoạt động
King George V bắt đầu vai trò hộ tống cho các đoàn tàu vận tải từ tháng 2 năm 1941. Chiếc tàu chiến mới cũng tham gia vào việc truy đuổi bất thành các tàu chiến Đức Scharnhorst và Gneisenau trong Chiến dịch Berlin do Hải quân Đức tiến hành.
Chiếc thiết giáp hạm trở thành soái hạm của Hạm đội Nhà Anh Quốc dưới quyền chỉ huy của Đô đốc Sir John Tovey sau khi chiếc tàu chiến-tuần dương HMS Hood bị đánh chìm, và đã tham gia vào việc săn đuổi và đánh chìm đối thủ của Hood: thiết giáp hạm Đức Bismarck. Vào sáng sớm ngày 27 tháng 5 năm 1941 tại vùng biển Đại Tây Dương phía Tây nước Pháp, nó đã bắn đến 339 quả đạn pháo 355 mm (14 inch) và 660 quả đạn pháo 133 mm (5,25 inch) nhắm vào Bismarck, làm hư hại cấu trúc thượng tầng và vô hiệu hóa dàn pháo chính của Bismarck. Đến 10 giờ 39 phút sáng hôm đó, chiếc tàu chiến Đức chìm xuống sóng nước Đại Tây Dương.

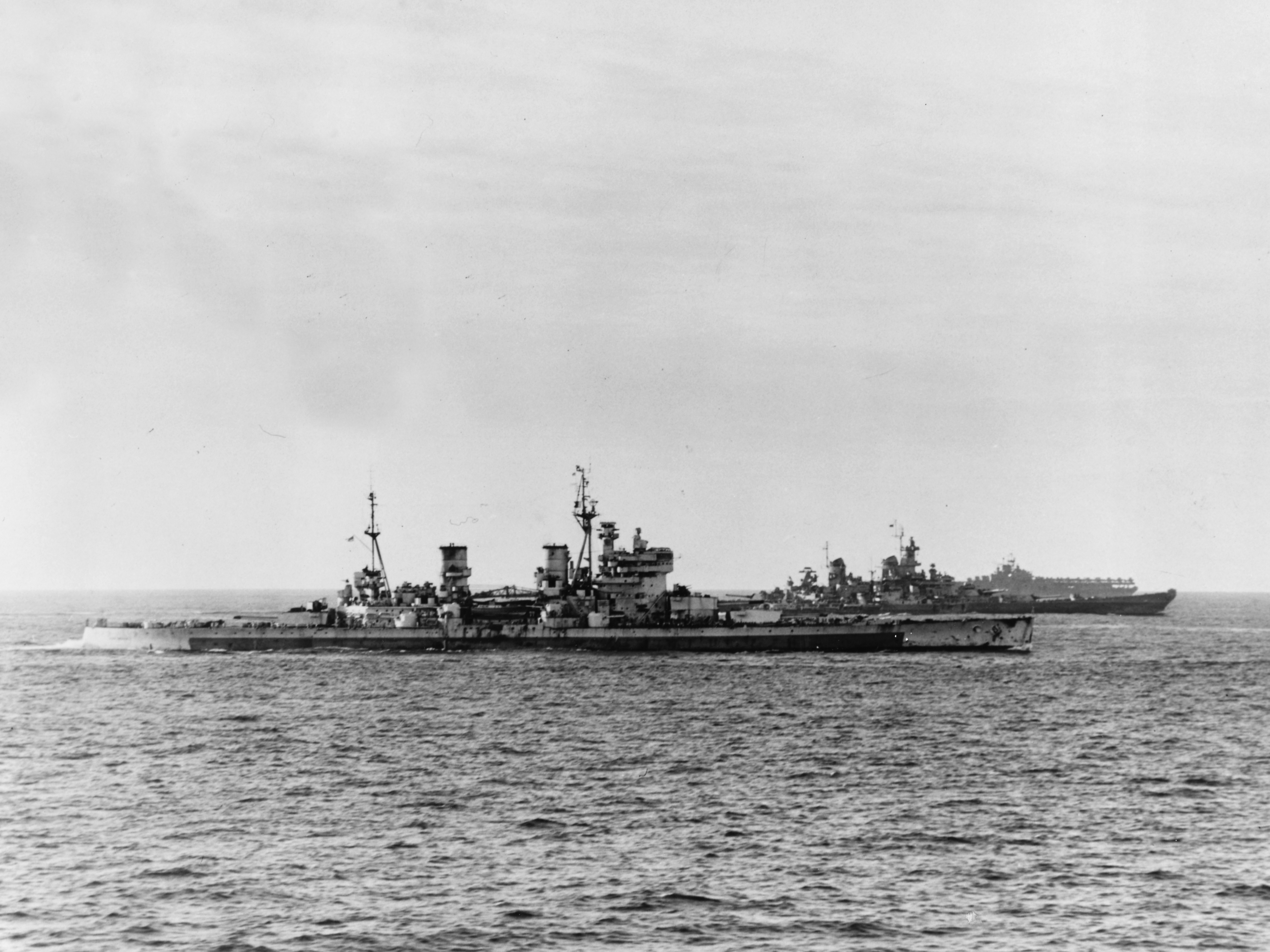
HMS King George V trong cảng Tokyo, năm 1945. Thiết giáp hạm USS Missouri, nơi Nhật Bản đầu hàng, có thể thấy được ở phía sau.

Trong khi hộ tống đoàn tàu vận tải PQ-15 đi đến Murmansk vào ngày 1 tháng 5 năm 1942, King George V đã gặp tai nạn va chạm với tàu khu trục HMS Punjabi, khiến chiếc này bị chìm với tổn thất 49 thành viên thủy thủ đoàn, và làm hư hại mũi của chiếc thiết giáp hạm.
Tại Địa Trung Hải, King George V đã tham gia hỗ trợ cho chiến dịch Husky đổ bộ lên Sicilia, cũng như đưa Thủ tướng Winston Churchill quay trở về Anh Quốc sau Hội nghị Tehran. Từ năm 1944 cho đến khi Nhật Bản đầu hàng, King George V phục vụ cùng Hạm đội Thái Bình Dương Anh Quốc, và đã hiện diện trong vịnh Tokyo vào ngày 2 tháng 9 năm 1945, khi buổi lễ ký kết văn kiện đầu hàng chính thức diễn ra trên thiết giáp hạm USS Missouri của Hoa Kỳ.
Nó quay trở về vai trò soái hạm của Hạm đội Nhà vào năm 1946. Tuy nhiên, chỉ ba năm sau đó, King George V được cho ngừng hoạt động và đưa về Hạm đội Dự bị và cuối cùng được cho tháo dỡ tại Dalmuir vào năm 1957.

## Tái trang bị
Trong suốt quãng đời phục vụ, nhiều dịp King George V đã được tái trang bị nhằm nâng cấp nó với những vũ khí và thiết bị mới nhất. Dưới đây là thời gian và chi tiết của những lần tái trang bị đã thực hiện.
| Thời gian                | Địa điểm  | Chi tiết |
| ------------------------ | --------- | --- |
| Đầu năm 1941             |           | bổ sung radar Kiểu 271 |
| tháng 12 năm 1941        |           | Tháo bỏ các dàn rocket UP; bổ sung một khẩu đội 2 pounder "pom-pom" bốn nòng, một khẩu 2 pounder pom-pom tám nòng và 18 pháo Oerlikon 20 mm; bổ sung bộ điều khiển Pom-Pom; thay radar Kiểu 271 bằng Kiểu 273 và bổ sung 5 bộ radar Kiểu 282 |
| tháng 5-tháng 6 năm 1942 | Liverpool | Sửa chữa những hư hại do va chạm với tàu khu trục HMS Punjabi; thay thế các vòng khử từ bên ngoài bằng kiểu bên trong; bổ sung 4 radar Kiểu 285 và hệ thống liên lạc FM2 MF D/F |
| Cuối năm 1943            |           | bổ sung 20 pháo Oerlikon 20 mm |
| tháng 2-tháng 7 năm 1944 | Liverpool | Tháo bỏ một khẩu 2 pounder bốn nòng, 12 khẩu Oerlikon 20 mm, radar Kiểu 273 và hệ thống liên lạc HF/DF; bổ sung ba khẩu 2 pounder tám nòng, 6 khẩu Oerlikon 20 mm hai nòng và 2 khẩu Bofors 40 mm bốn nòng; thay radar Kiểu 279 bằng Kiểu 279B và Kiểu 284 bằng Kiểu 274; bổ sung các bộ radar Kiểu 277, 293, 282 (2 bộ) và 285 cùng hệ thống liên lạc RH2 VHF/DF; tháo dỡ máy bay và thiết bị phóng, thay bằng cấu trúc thượng tầng mới để bố trí số xuồng của con tàu. |
| 1945                     |           | Tháo dỡ 2 pháo Oerlikon 20 mm, bổ sung 2 pháo Bofors 40 mm |